# حزب المساواة النسائي

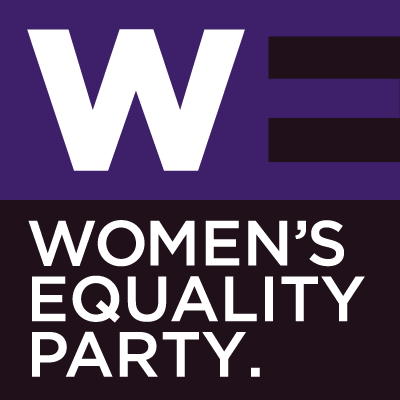
حزب المساواة النسائي

حزب المساواة النسائي، حزب سياسي نسوي تأسس في المملكة المتحدة في عام 2015. كانت فكرة كاثرين ماير وساندي توكسفيج في مهرجان نساء العالم، عندما استنتجوا أن هناك حاجة لحزب للحملة من أجل المساواة بين الجنسين لصالح الجميع. انعقد الاجتماع الافتتاحي في 28 مارس 2015 تحت عنوان «حزب المساواة النسائي بحاجتك. ولكن ربما ليس بقدر حاجتك لحزب المساواة النسائي». أُعلنت السياسة الكاملة للحزب من قبل زعيمة الحزب آنذاك صوفي ووكر في قاعة كونواي في 20 أكتوبر 2015. وفي يناير 2020، تولت ماندو ريد منصب زعيم الحزب.

## خلفية تاريخية
حضرت الكاتبة والصحفية كاثرين ماير في 2 مارس 2015 حدث «النساء في السياسة» في مهرجان نساء العالم (في مركز ساوث بانك في وسط لندن). ترأست اللجنة جود كيلي (المديرة الفنية في مركز ساوث بانك)، وتألفت اللجنة من كاتي جوس (الرئيسة التنفيذية لجمعية الإصلاح الانتخابي)، ومارغوت جيمس (محافظة)، وستيلا كريسي (حزب العمل) وجو سوينسون (الديمقراطيون الليبراليون). وقفت ماير بعد أن شاهدت أعضاء اللجنة يتفقون بشكل جماعي مع بعضهم البعض في كل نقطة تقريبًا، وقالت: «ماذا لو أسست حزب المساواة النسائي، أخبركم الآن أنني ذاهبة إلى الحانة بعد ذلك، وأي مهتمة بالمناقشة فلتأتِ لرؤيتي».
قدمت الفنانة الكوميدية ساندي توكسفيج في 8 مارس 2015 (اليوم العالمي للمرأة) حدثًا بعنوان «التحكم المرح لساندي توكسفيج: قف واحسب». وفي مقابلة أجرتها جيني موراي في ساعة المرأة على راديو بي بي سي 4، قالت توكسفيج: «انتميت لمجموعة رائعة من النساء، ولم أهتم لأي حزب ينتمين. كانت بيننا دورين لورانس وزيرةً للداخلية بيننا. هل يمكنكم تخيل شيئًا أكثر روعةً من ذلك؟ طلبت منهم تقديم اقتراحات عملية. العالم في حالة متردية، فقد فشلت 9.1 مليون امرأة في التصويت في الانتخابات الأخيرة، ونحن بحاجة إلى اجتذابهن، ونحتاج أيضًا إلى جذب أكثر من 7 ملايين رجل لم يصوتوا. لماذا لا ينخرط الناس في السياسة، لأنني لا أعتقد أن الأشخاص الماثلين يمثلون تنوع هذا البلد». اتصلت ماير هاتفيًا بتوكسفيج، ووافقتا على تأسيس الحزب.
انعقد الاجتماع الأول للحزب الذي لم يكن قد اكتسب اسمه في 28 مارس 2015. شملت قائمة المتحدثات: سوزان مور، التي سبق لها الترشح للبرلمان كمرشحة مستقلة، وصوفي ووكر التي تحدثت عن الوظائف والأبوة والأمومة والتأكد من أن كلا الوالدين يتمتعان بذات الفرص، وهالا جونارسدوتير التي تحدثت عن حزب المساواة النسائي في آيسلندا، وهانا ماكغراث التي ناقشت الجوانب العملية لبدء الحزب. غطّى برنامج ساعة المرأة الاجتماع، وكذلك غطته الصحافة بما في ذلك مجلة غلامور، ومجلة لندن إيفنينغ ستاندارد.
انعقد اجتماع ثانٍ في قاعة كونواي في 18 أبريل، وشمل ساندي توكسفيج، وماندي كوليران، ونيمكو علي، وشبنام شابازي، وستيلا دافي كمتحدثات.
أعلنت توكسفيج في 30 أبريل أنها ستترك وظيفتها كمقدمة ذا نيوز كويز على رايدو 4 من أجل الانخراط في إنشاء الحزب السياسي الجديد، والذي أصبح يسمى الآن حزب المساواة النسائي. ذكرت توكسفيج خلال حديثها في مهرجان هاي في مايو، أنها تعرضت لمستوى كبير من الإساءة عبر الإنترنت منذ أن أعلنت عن هذه الخطوة في برنامج ذا ون شو على بي بي سي ون.
تسجّل حزب المساواة النسائي مع مفوضية الانتخابات في 20 يوليو 2015. وأُعلنت صحفية رويترز صوفي ووكر كاول زعيمة للحزب في 20 يوليو 2015. انطلقت ووكر لخوض الانتخابات العامة لعام 2017 في شيبلي، لكنها خسرت أمام النائب المحافظ والناشط الحقوقي فيليب ديفيز.

### منافسة القيادة 2018
أعلن الحزب عن أول مسابقة قيادية له في ديسمبر 2017. وافتتحت الترشيحات في 5 يناير 2018، وأغلقت في 24 يناير. ترشحت اثنتان من المرشحات: القائدة المؤقتة صوفي ووكر وماكدا ديفاس، التي سبق لها الترشح لحزب الخضر في ستريثام ويلز وارد في انتخابات مجلس لامبيث وسط لندن عام 2010 وانتخابات 2014. فتح الاقتراع في 14 فبراير 2018، وأغلق في 6 مارس، وفازت ووكر في 8 مارس.
| المرشح      | الأصوات | %     | المصادر |
| ماكدا ديفاس | 550     | 9.90  | [ 13 ]  |
| صوفي ولكر   | 5,002   | 90.10 | [ 13 ]  |

كان من المقرر أن تخدم ووكر فترة خمس سنوات حتى عام 2023، لكنها استقالت بعد 10 أشهر، قائلةً: «في بعض الأحيان عليك أن تتنحى لصالح القيادة». استُبدلت بالزعيمة المؤقتة ماندو ريد، وهي المتحدثة الرسمية باسم الحزب حول المساواة في الأبوة والأمومة وتقديم الرعاية، ومرشحة الحزب في انتخابات 2018 لويشام الشرقية الفرعية، والمديرة التنفيذية لمؤسسة ذا كوب إيفيكت الخيرية للفقر.

## الأهداف السياسية
يبدأ بيان مهمة الحزب بالتالي: «المساواة للمرأة ليست قضية نسائية. فعندما تحقق المرأة إمكاناتها، يستفيد الجميع. المساواة تعني سياسة أفضل، واقتصاد أكثر حيوية، وقوة عاملة تعتمد على مواهب جميع السكان، ومجتمع مطمئن مع نفسه».
تشمل الأهداف الستة المعلنة لحزب المساواة النسائي ما يلي:
- تمثيل متساوٍ في السياسة والأعمال.
- تمثيل متساوٍ في التعليم.
- المساواة في الأجر.
- معاملة المرأة على قدم المساواة من قبل وسائل الإعلام.
- حقوق الأبوة المتساوية.
- وضع حد للعنف ضد المرأة.

قالت ماير في وصفها للأهداف الستة: «إنها قائمة صغيرة جدًا، فنحن لا نتطلع إلى أن نكون طرفًا يمكنه الإجابة عن أسئلة حول ما يجب القيام به في أوكرانيا، أو محاولة الحصول على منصة حول البيئة أو أي شيء آخر، بل نركز بشكل ضيق للغاية على أجندة المساواة هذه». وأضافت زعيمة الحزب ووكر: «لن يكون لدينا سياسات بشأن قضايا أخرى. سنركز بشكل مكثف، على كل ما سبق، لتحقيق ذلك. وسنرحب بالأشخاص من أي حزب سياسي آخر يتفق مع قيمنا المتمثلة في التنوع والشمولية للعمل معنا». وعدت ووكر بتعريف الحزب لكلمة «امرأة» بالإضافة لمزيد من التفاصيل عن سياسات الحزب، والتي تُغطى عند إطلاق سياسته بعد التشاور مع أعضاء الحزب.
تضمنت المؤشرات المبكرة لما يمكن توقعه دعوة ووكر لنظام الحصص بين الجنسين لاختيار أعضاء البرلمان في الانتخابات التالية بطريقة تحقق التمثيل المتساوي في مجلس العموم بحلول عام 2025. كما دعت والكر إلى إجازة مدفوعة الأجر لمدة ستة أسابيع، بأجر 90%، لكلا الوالدين بعد إنجاب طفل، بالإضافة إلى 10 أشهر إضافية من الإجازة المشتركة بأجر قانوني.
كتبت توكسفيغ في صحيفة ديلي ميرور، أن الحزب اقترح كذلك خفض تكاليف المحكمة الصناعية من أكثر من 1000 جنيه إسترليني إلى «50 جنيهًا إسترلينيًا لأولئك الذين يستطيعون تحملها» من أجل «تمكين جميع النساء من التحدث علنًا عن التحيز الجنسي في العمل».

### المؤتمر الأول للحزب
انعقد المؤتمر الافتتاحي لحزب المساواة النسائي في مانشستر في الفترة بين 25-27 نوفمبر 2016، وألقت المؤسستان كاثرين ماير وساندي توكسفيج الكلمات الافتتاحية في اليوم الأول، وخطاب الزعيمة صوفي والكر في اليوم الثاني.
شملت الاقتراحات المقدمة في المؤتمر ما يلي: اقتراح لتوسيع تعريف المملكة المتحدة لجريمة الكراهية ليشمل كراهية النساء، واقتراح لتعزيز التشريع لمقدمي الرعاية الذين يحتاجون إلى ترتيبات عمل مرنة، وإجراء لإلغاء تجريم الإجهاض بالكامل في جميع أنحاء المملكة المتحدة (قانون الإجهاض الحالي يستثني أيرلندا الشمالية).
شملت قائمة المتحدثات والمتحدثين أيضًا الرئيسة التنفيذية لصندوق الشابات كارول إيستون، والعالمة النفسية كارولين كاجان، والرئيسة السابقة للاتحاد الوطني للطلاب شاكيرا مارتن، ومحامية التحرش الجنسي الدكتورة آن أوليفاريوس، والسياسي السويدي جودرون شيمان.